# Academiestraat
L’Academiestraat, en flamand occidental (et en brugeois) Akademiestroate, est une rue du centre de Bruges.

## Toponymie
Le nom de la rue vient de l'Académie des Arts de Bruges qui, en 1717, ouvrit dans la rue. L'académie fut installée dans un bâtiment municipal, le Poortersloge, avant d'être déplacée en 1890 dans la Bogardenschool sur la Katelijnestraat.
Le nom de la rue remonte à 1807. Auparavant, la rue portait le nom de Zouterstraat. Ce nom proviendrait, selon un texte de 1320, de Cantin de Souter, qui vivait dans la rue.

## Culture et patrimoine

### Patrimoine
La rue est le site du Poortersloge et de la Florentijnse Loge.

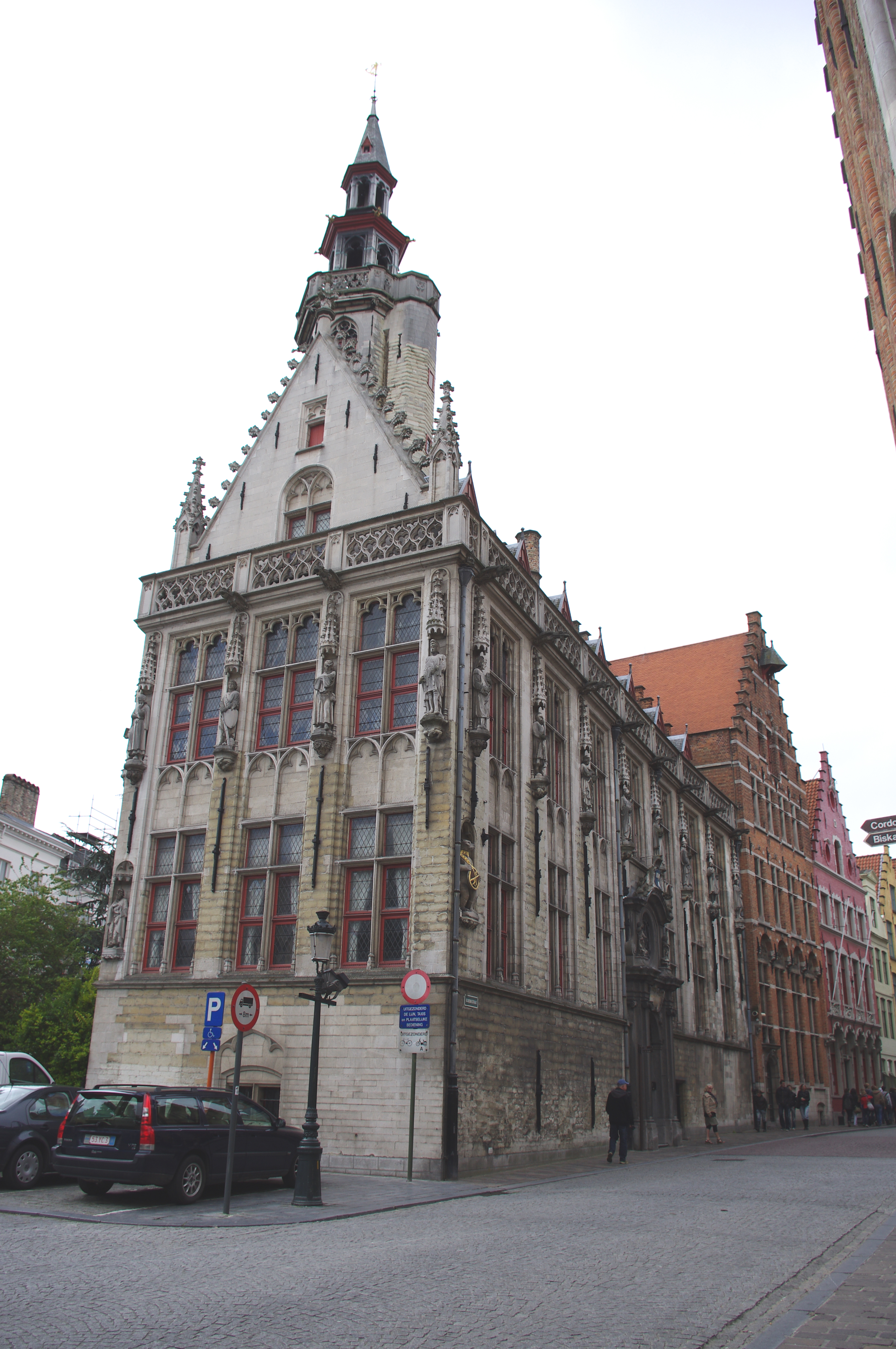
La Poortersloge.
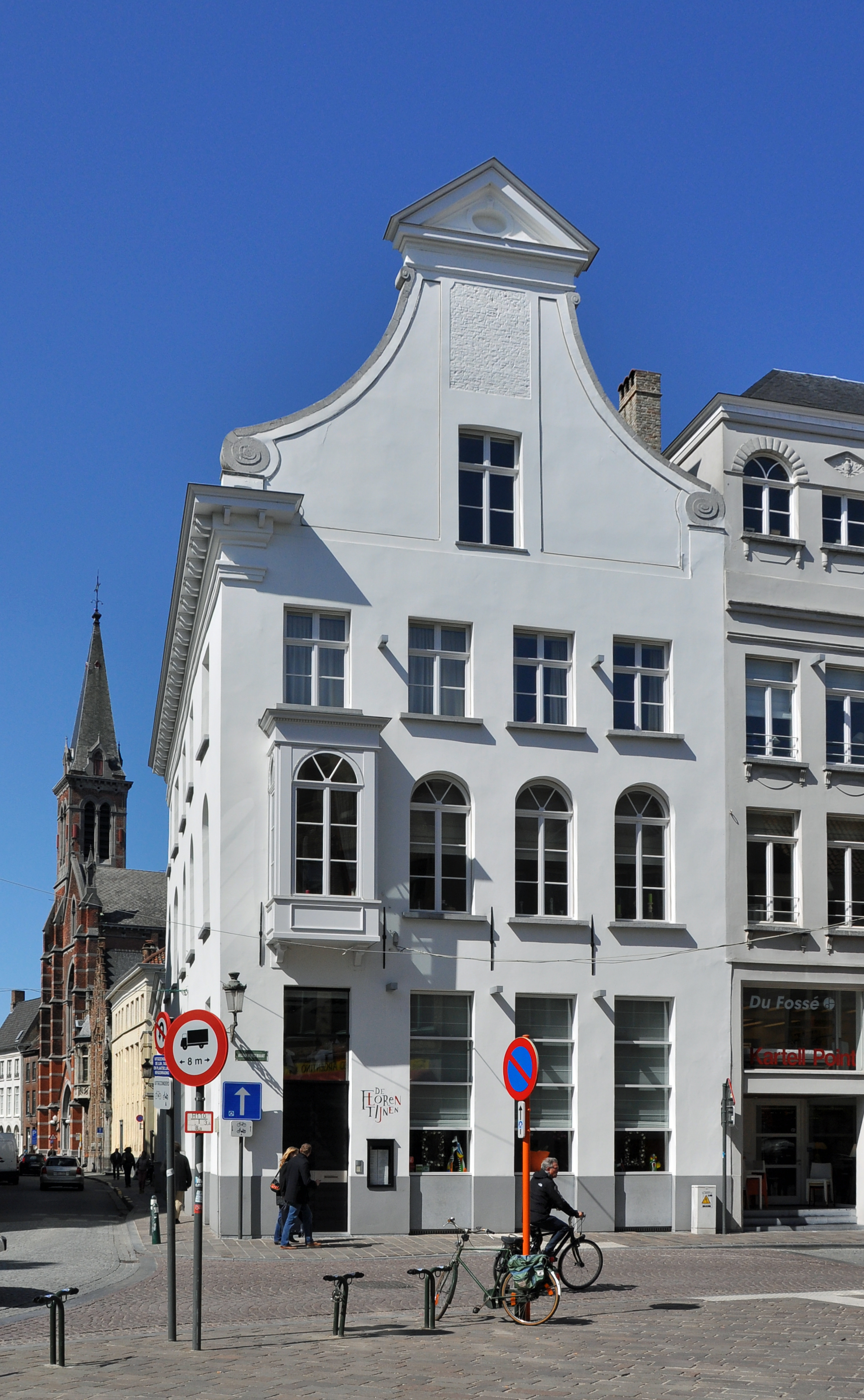
La Florentijnse Loge.

### Résidents notables
Parmi les résidents de la rue figurent :
- Samuel Coucke
- Félix De Mûelenaere
- Julien De Vriendt
- Samuel De Vriendt
- Karel De Wulf
- Julius Sabbe
- François Van den Abeele
- Leo Van Gheluwe

## Sources
- (nl) Cet article est partiellement ou en totalité issu de l’article de Wikipédia en néerlandais intitulé « Academiestraat » (voir la liste des auteurs).